# Полет 214 на „Ейжиана Еърлайнс“
Полет 214 на „Ейжиана Еърлайнс“ е редовен презокеански пътнически полет от международно летище „Инчон“ близо до Сеул, Южна Корея. Сутринта на 6 юли 2013 г. „Боинг 777-28EER“, който изпълнява полета, се разбива при последния подход към международното летище в „Сан Франциско“ в Съединените американски щати. От 307 души на борда 3-ма загиват; други 187 са ранени, 49 от които тежко. Сред тежко ранените са четири стюардеси, които са изхвърлени на пистата, докато все още са закопчани на седалките си, в момент в който опашната част се отчупва след удар в крайбрежна стена близо до пистата. Това е първата фатална катастрофа на „Боинг 777“, откакто този тип самолет влиза в експлоатация през 1995 г.
Разследването на Националния съвет за безопасност на транспорта на Съединените американски щати стига до заключението, че инцидентът е причинен от неправилното управление на финалния подход на самолета от екипажа. Недостатъците в документацията на „Боинг“ за сложни системи за контрол на полета и в обучението на пилотите на „Ейжиана Еърлайнс“ също са посочени като допринасящи фактори.